# Milú
En Milú (en francès Milou) és un personatge de ficció de Les aventures de Tintín, del dibuixant belga Hergé. És un gos de raça, Fox terrier de pèl dur i blanc. És el company de Tintín a la sèrie de còmics que duen el mateix nom que el protagonista. Va aparéixer per primer cop a la primera pàgina de la primera història de Tintin, Tintín al país dels soviets publicada al nº11 de la revista Le Petit Vingtième, el 10 de gener de 1929. El Milú podria ser comparat amb un altre animaló de les aventures escrites i dibuixades per Hergé: el negre i petit mico Jocko.

## Biografia de ficció
En Milú és de la raça Fox terrier i el seu pèl és completament blanc. La seva personalitat és la d'un gos vanitós i golafre que també li agrada el whisky.
A diferència del seu amo, Milú es caracteritza per tocar més de peus a terra; no està obsessionat amb la missió a complir, sent la seva principal aspiració la tranquil·litat, la qual cosa el fa desconfiar moltes vegades de les iniciatives del seu amo.
Tot i que és indecís per moments, Milú es desfà de les seves vacil·lacions quan es tracta de rescatar a Tintín, per això recorre al seu enginy i al seu valor.
Paper a les aventures
En els primers àlbums de la sèrie, Milú té un paper central, ja que és l'únic company del seu amo. Ambdós mantenen veritables converses, on el gos ocupa per moments el lloc de confident i el d'objector.
Entre altres figures anecdòtiques, s'ha de ressaltar la fascinació que exerceix el whisky per a aquest gos, particularment quan es tracta de la (fictícia) marca Loch-Lomond, la qual cosa li ocasiona no pocs mals de cap. En aquest sentit, és molt semblant al Capità Haddock, fins al punt que sembla la seva prefiguració. El gos i el capità són personatges del mateix ordre, que equilibren amb alegria el que Tintín pugui tenir d'excessivament savi o virtuós. Possiblement és per aquesta raó que el paper de Milú es veu sensiblement disminuït després de l'aparició de Haddock en la sèrie.

## El personatge als còmics
El nom de Milú
El nom original Milou es deu a la primera xicota de l'autor Hergé a l'edat de 18 anys (Marie-Louise Van Cutsem, anomenada afectuosament "Milou"). Per aquesta raó molts cometen l'error que Milú es tracta d'una femella. No obstant això, les actituds de la mascota i el constant ús de la paraula chien (en francès, gos) deixen clar que Milú es tracta d'un mascle. Amo i gos són tan inseparables que durant molts anys la sèrie sobre les aventures de l'intrèpid reporter es va titular Les aventures de Tintín i Milú.